# Noah Okafor
Noah Arinzechukwu Okafor (sinh ngày 24 tháng 5 năm 2000) là một cầu thủ bóng đá chuyên nghiệp người Thụy Sĩ hiện đang thi đấu ở vị trí tiền đạo cho câu lạc bộ AC Milan tại Serie A và Đội tuyển bóng đá quốc gia Thụy Sĩ.

## Sự nghiệp câu lạc bộ

### FC Basel
Okafor bắt đầu sự nghiệp bóng đá của anh khi thi đấu tại hệ thống bóng đá trẻ với đội bóng địa phương FC Arisdorf. Năm 2009, anh chuyển đến đội trẻ của FC Basel và tiếp tục trải qua tất cả các giai đoạn của học viện trẻ của đội. Vào mùa giải 2018–19, anh được thăng hạng lên đội một và vào ngày 31 tháng 1 năm 2018, Okafor đã ký hợp đồng chuyên nghiệp đầu tiên với FC Basel dưới sự dẫn dắt của huấn luyện viên trưởng mùa giải đó Raphaël Wicky. Vào ngày 19 tháng 5 năm 2018, anh đã chơi trận đầu tiên cho đội tại trận sân nhà gặp FC Luzern. Tại trận đấu này, huấn luyện viên đã thay anh vào sân thay cho Mohamed Elyounoussi bị chấn thương ở phút thứ 34 và trận này kết thúc với tỷ số hòa 2–2. Anh ghi bàn đầu tiên cho câu lạc bộ tại phần thứ hai của mùa giải 2018–19 vào ngày 28 tháng 7 năm 2018 trong trận hòa 1-1 trên sân khách trước Xamax. Tại Cúp bóng đá Thụy Sĩ cũng vào mùa giải đó, anh đã chơi bốn trận và ghi một bàn trong trận bán kết với Zürich.
Okafor đã chơi tổng cộng 72 trận cho Basel từ năm 2017 đến năm 2020 và ghi được tổng cộng 9 bàn. Trong tất cả các trận đó, anh đã chơi 39 trận tại giải quốc nội (Swiss Super League), 7 trận tại Cúp bóng đá Thụy Sĩ, 8 trận ở các giải cấp châu lục (Champions League và Europa League) và 18 trận giao hữu. Anh đã ghi ba bàn ở giải quốc nội, hai bàn ở cúp quốc gia, hai bàn ở các giải đấu châu Âu và hai bàn còn lại được ghi trong các trận thử nghiệm.

### Red Bull Salzburg
Vào tháng 1 năm 2020, anh rời Basel để thi đấu cho câu lạc bộ Red Bull Salzburg ở Áo. Anh đã nhận được hợp đồng có thời hạn đến tháng 5 năm 2024 tại câu lạc bộ này. Vào những tháng ban đầu ở Salzburg, anh chủ yếu ra sân với tư cách là cầu thủ dự bị, nhưng đến cuối mùa giải 2019–20, anh đã chơi 11 trận ở Bundesliga và ghi được ba bàn. Sau mùa giải đầu tiên tại Salzburg, anh đã giành được chức vô địch và cúp quốc gia.

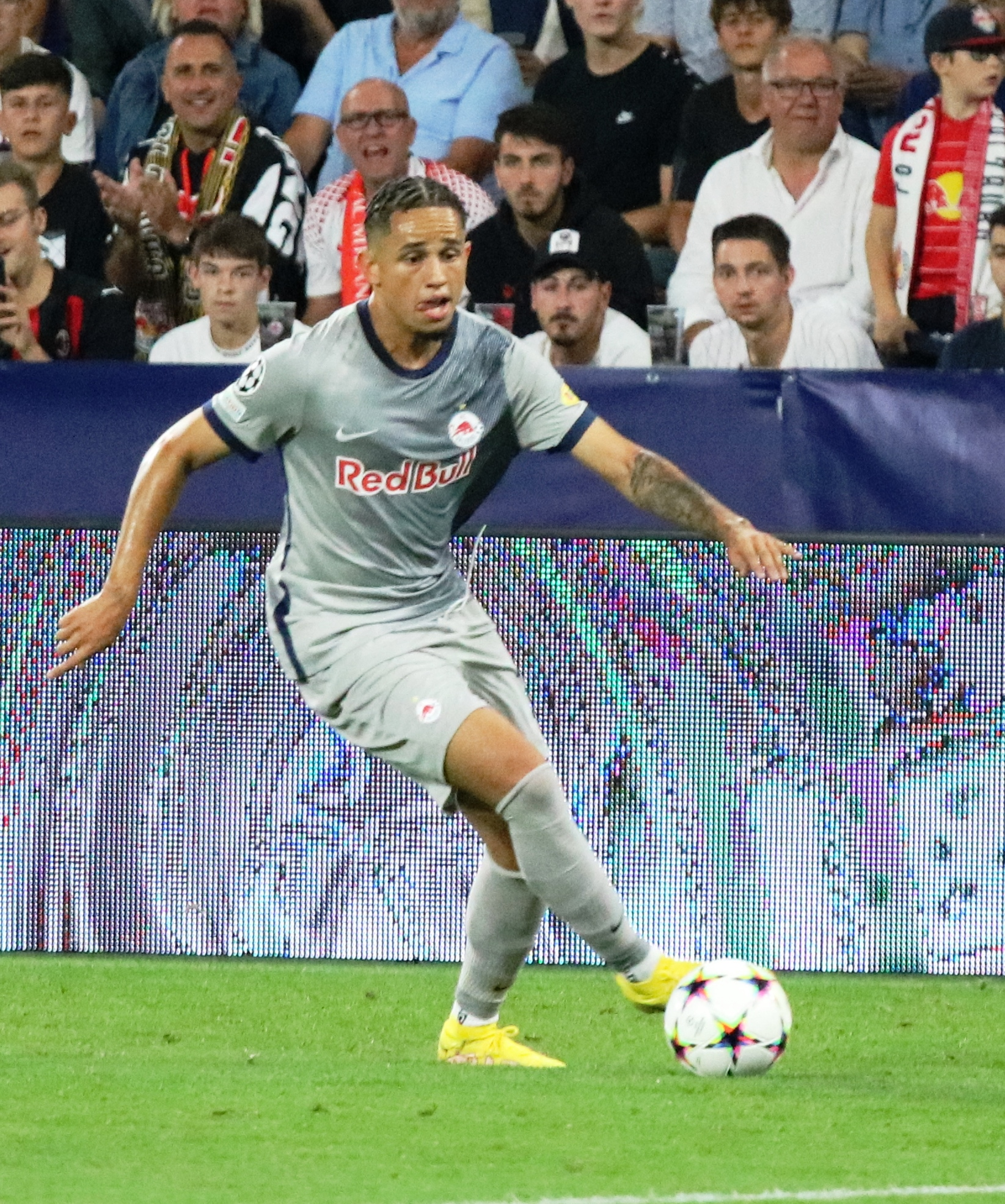
Okafor trong màu áo Red Bull Salzburg tại UEFA Champions League 2022–23

Trong phần đầu tiên của mùa giải 2020–21, anh có mặt thường xuyên hơn trong đội hình xuất phát trước khi vắng mặt phần lớn vào mùa xuân vì chấn thương. Tại giải VĐQG, anh đã ra sân 18 lần và ghi được 6 bàn. Anh cũng ra sân 4 lần cho Salzburg ở UEFA Champions League tại đấu trường châu Âu. Sau khi mùa giải kết thúc, anh giành được cú đúp giải VĐQG và cúp quốc gia với Salzburg.
Vào mùa giải 2021–22, Okafor được coi là tạo nên sự đột phá trên hàng công Salzburg mặc dù anh thường xuyên dễ dính chấn thương. Bất chấp điều này, anh vẫn ghi 9 bàn sau 21 lần ra sân tại giải VĐQG ở vị trí tiền đạo cắm theo đội hình 4-3-1-2 của huấn luyện viên trưởng Matthias Jaissle. Tại đấu trường châu Âu, anh đã ghi ba bàn và giúp đội lọt vào vòng 16 đội. Cuối mùa giải này, anh cũng lại giành được cú đúp giải VĐQG và cúp quốc gia với Salzburg.
Vào mùa giải 2022–23, Okafor ra sân 21 lần tại giải VĐQG và ghi 7 bàn sau khi không ghi được bàn nào vào giai đoạn mùa xuân. Tại Champions League, anh ra sân sáu lần và ghi ba bàn, nhưng lần này, Salzburg bị loại ở vòng bảng. Sau khi mùa giải kết thúc, Salzburg đã trở thành nhà vô địch nhưng gặp thất bại ở vòng tứ kết cúp quốc gia. Vào giữa tháng 4 năm 2023, Okafor bị gãy xương bàn chân phải trong trận hòa 0–0 trước LASK khiến anh phải bỏ lỡ phần còn lại của mùa giải.

### AC Milan

#### 2023–24: Mùa giải đầu tiên ở Ý
Vào ngày 22 tháng 7 năm 2023, Okafor rời Salzburg để ký hợp đồng với đội bóng AC Milan tại Serie A của Ý cho đến ngày 30 tháng 6 năm 2028. Anh ra mắt lần đầu tiên cho AC Milan tại Serie A vào ngày 21 tháng 8 năm 2023 trước Bologna. Vào ngày 27 tháng 9 năm 2023, anh đã ghi bàn thắng đầu tiên cho Rossoneri trong trận đấu chiến thắng 3–1 trên sân khách trước Cagliari. 3 ngày sau, anh ghi bàn thắng thứ hai cho câu lạc bộ vào lưới Lazio trong chiến thắng 2–0. Anh ghi bàn thắng thứ ba trong mùa giải của mình vào ngày 17 tháng 12 trong chiến thắng 3–0 trước Monza. Vào ngày 20 tháng 1 năm 2024, anh vào sân từ băng ghế dự bị để ghi bàn thắng quyết định ở phút bù giờ trước Udinese để đem về chiến thắng đầu tiên của AC Milan trên sân vận động cũ kể từ năm 2020.

## Sự nghiệp quốc tế
Tại cấp đội trẻ quốc gia, Okafor đã chơi nhiều trận đấu quốc tế khác nhau cho các đội U-15 và U-17 Thụy Sĩ. Anh chơi trận đầu tiên cho đội U-18 vào ngày 9 tháng 5 năm 2018 trong trận hòa 1-1 trước đội U-18 Ý.
Okafor ra mắt đội tuyển quốc gia Thụy Sĩ vào ngày 9 tháng 6 năm 2019 trong trận tranh hạng ba UEFA Nations League 2019 với Anh khi vào sân thay người ở phút thứ 113 cho Haris Seferovic. Anh ghi bàn thắng quốc tế đầu tiên cho Thụy Sĩ vào ngày 15 tháng 11 năm 2021 trong trận đấu vòng loại World Cup với Bulgaria để giúp Thụy Sĩ chiến thắng với tỷ số 4–0 để giành quyền tham dự FIFA World Cup 2022.

## Đời tư
Okafor sinh ra ở Binningen, Thụy Sĩ và là gốc người Igbo. Cha anh là người Nigeria và mẹ anh là người Thụy Sĩ.

## Thống kê sự nghiệp

### Câu lạc bộ
Tính đến 18 tháng 5 năm 2024
| Câu lạc bộ          | Mùa giải            | Giải vô địch           | Giải vô địch | Giải vô địch | Cúp quốc gia | Cúp quốc gia | Châu lục | Châu lục | Tổng cộng | Tổng cộng |
| Câu lạc bộ          | Mùa giải            | Hạng đấu               | Trận         | Bàn          | Trận         | Bàn          | Trận     | Bàn      | Trận      | Bàn       |
| ------------------- | ------------------- | ---------------------- | ------------ | ------------ | ------------ | ------------ | -------- | -------- | --------- | --------- |
| U-21 Basel          | 2017–18             | Swiss Promotion League | 13           | 1            | —            | —            | —        | —        | 13        | 1         |
| U-21 Basel          | 2018–19             | Swiss Promotion League | 2            | 1            | —            | —            | —        | —        | 2         | 1         |
| U-21 Basel          | Tổng cộng           | Tổng cộng              | 15           | 2            | —            | —            | —        | —        | 15        | 2         |
| Basel               | 2017–18             | Swiss Super League     | 1            | 0            | —            | —            | —        | —        | 1         | 0         |
| Basel               | 2018–19             | Swiss Super League     | 24           | 3            | 3            | 1            | 1        | 0        | 28        | 4         |
| Basel               | 2019–20             | Swiss Super League     | 14           | 0            | 2            | 1            | 7        | 2        | 23        | 3         |
| Basel               | Tổng cộng           | Tổng cộng              | 39           | 3            | 5            | 2            | 8        | 2        | 52        | 7         |
| Red Bull Salzburg   | 2019–20             | Bundesliga (Áo)        | 11           | 3            | 3            | 1            | 1        | 0        | 15        | 4         |
| Red Bull Salzburg   | 2020–21             | Bundesliga (Áo)        | 18           | 6            | 4            | 0            | 7        | 0        | 29        | 6         |
| Red Bull Salzburg   | 2021–22             | Bundesliga (Áo)        | 21           | 9            | 5            | 2            | 8        | 3        | 34        | 14        |
| Red Bull Salzburg   | 2022–23             | Bundesliga (Áo)        | 21           | 7            | 3            | 0            | 8        | 3        | 32        | 10        |
| Red Bull Salzburg   | Tổng cộng           | Tổng cộng              | 71           | 25           | 15           | 3            | 24       | 6        | 110       | 34        |
| AC Milan            | 2023–24             | Serie A                | 28           | 6            | 0            | 0            | 8        | 0        | 36        | 6         |
| Tổng cộng sự nghiệp | Tổng cộng sự nghiệp | Tổng cộng sự nghiệp    | 153          | 36           | 20           | 5            | 40       | 8        | 213       | 49        |

1. ↑  Bao gồm Cúp bóng đá Thụy Sĩ và Cúp bóng đá Áo
2. 1 2  Ra sân tại UEFA Europa League
3. ↑  Ra sân ba lần UEFA Champions League, ra sân bốn lần và ghi hai bàn thắng tại UEFA Europa League
4. ↑  Ra sân sáu lần tại UEFA Champions League, ra sân một lần tại UEFA Europa League
5. ↑  Ra sân tại UEFA Champions League
6. ↑  Ra sân sáu lần và ghi ba bàn thắng tại UEFA Champions League, ra sân hai lần tại UEFA Europa League
7. ↑  Ra sân ba lần tại UEFA Champions League, ra sân năm lần tại UEFA Europa League

### Quốc tế
Tính đến 8 tháng 6 năm 2024
| Đội tuyển quốc gia | Năm       | Trận | Bàn |
| ------------------ | --------- | ---- | --- |
| Thụy Sĩ            | 2019      | 1    | 0   |
| Thụy Sĩ            | 2021      | 2    | 1   |
| Thụy Sĩ            | 2022      | 9    | 1   |
| Thụy Sĩ            | 2023      | 7    | 0   |
| Thụy Sĩ            | 2024      | 3    | 0   |
| Tổng cộng          | Tổng cộng | 22   | 2   |

Tỷ số của Thụy Sĩ được liệt kê đầu tiên, cột tỷ số cho biết tỷ số sau mỗi bàn thắng của Okafor.
| # | Ngày                 | Địa điểm                                  | Đối thủ      | Tỷ số | Kết quả | Giải đấu                      |
| - | -------------------- | ----------------------------------------- | ------------ | ----- | ------- | ----------------------------- |
| 1 | 15 tháng 11 năm 2021 | Swissporarena, Luzern, Thụy Sĩ            | Bulgaria     | 1–0   | 4–0     | Vòng loại FIFA World Cup 2022 |
| 2 | 2 tháng 6 năm 2022   | Sân vận động Sinobo, Prague, Cộng hòa Séc | Cộng hòa Séc | 1–1   | 1–2     | UEFA Nations League 2022–23   |

## Danh hiệu

### Câu lạc bộ
Basel
- Cúp bóng đá Thụy Sĩ: 2018–19

Red Bull Salzburg
- Giải bóng đá vô địch quốc gia Áo: 2019–20, 2020–21, 2021–22, 2022–23
- Cúp bóng đá Áo: 2019–20, 2019–20, 2021–22

### Cá nhân
- Cầu thủ trẻ Swiss Super League của năm: 2019–20[21]